# Противодесантна отбрана
Противодесантната отбрана (ПДО) на крайбрежието е комплекс от мероприятия, насочени за отбрана на крайбрежна зона (крайбрежие) от бреговите войски (бреговите ракетно-артилерийски войски) и/или сухопътните войски във взаимодействие с военноморския флот и авиацията с цел предотвратяване на морски и въздушни десанти на противника.
Води се обикновено с част от силите при провеждане на настъпателни или отбранителни операции на приморското направление.